# Elsa Cedergren
Elsa Victoria Cedergren, född grevinna Bernadotte af Wisborg den 3 augusti 1893 på Rosendals slott i Stockholm, död den 17 juli 1996 i Bromma, var en svensk liberal politiker och företrädare för civilsamhället.

## Biografi
Elsa Cedergren var yngsta dotter till prins Oscar Bernadotte och hans hustru Ebba och därmed kusin till Gustaf VI Adolf. Elsa Cedergren var verksam inom KFUK, vars ordförande hon var 1925–1943. 1929–1951 var hon scoutchef för Sveriges KFUK:s scoutförbund och 1942–1943 var hon även ordförande för Sveriges Flickscoutråd. Hon var också vice-president i KFUK:s världskommitté 1938–1951 samt ledamot av Stockholms stadsfullmäktige invald för Folkpartiet 1942–1950. Hon grundade  1935 Svenska kvinnors samarbetskommitté, som 1958 bytte namn till Sveriges Ekumeniska Kvinnoråd, SEK, och var dess första ordförande.
Cedergren var under andra världskriget aktiv antinazist som medlem i Tisdagsklubben.
 

Den 25 september 1929 ingick hon äktenskap med förbundsordförande Hugo Cedergren (1891–1971). Vigseln ägde rum i Grödinge kyrka. Paret Cedergren är gravsatt i Bernadottes familjegrav på Norra begravningsplatsen i Stockholm. Med sina 102 år, 11 månader och 14 dagar var hon den äldsta medlemmen av familjen Bernadotte genom tiderna fram till mars 2019 då hennes brorsdotter, Dagmar von Arbin (född 10 april 1916, död 22 december 2019), tog över rekordet.

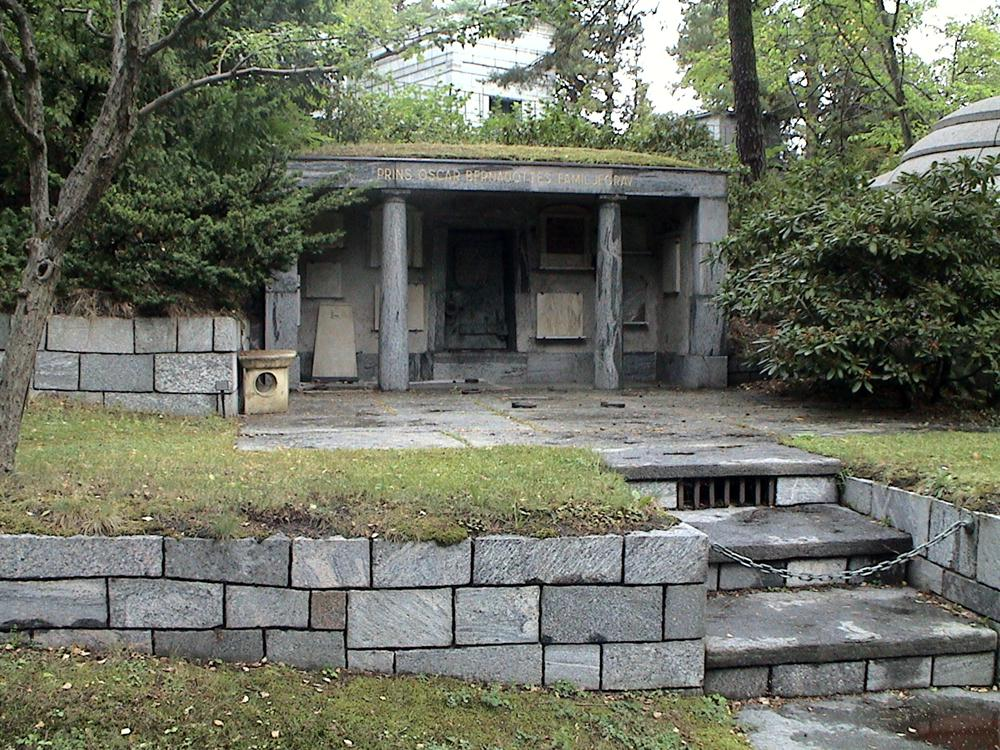
Bernadottes familjegrav Norra begravningsplatsen i Solna.